# Mertensophryne taitana
Mertensophryne taitana är en groddjursart som först beskrevs av Peters 1878.  Mertensophryne taitana ingår i släktet Mertensophryne och familjen paddor. IUCN kategoriserar arten globalt som livskraftig. Inga underarter finns listade i Catalogue of Life.